# Clionaopsis
Clionaopsis is een geslacht van sponsdieren uit de klasse van de Demospongiae (gewone sponzen).

## Soort
- Clionaopsis platei (Thiele, 1905)